# Peter Verjans
Peter Verjans (Neerbeek, 25 mei 1953 – aldaar, 3 september 2001) was een Nederlandse handballer en handbalcoach. Verjans stond bekend om goede kwaliteiten als hoekspeler en zijn sterke verbondenheid met handbalvereniging Blauw-Wit.

## Biografie
Verjans begon met handballen op 10-jarige leeftijd bij Blauw-Wit. Als een van klinkende namen bij Blauw-Wit in de jaren zeventig wist het team in 1977 de eredivisie binnen te stromen. Niet veel later weet het team ook de landstitel in 1980 en 1981 te behalen. Verjans was ook een veelvoudig-international met 82 interlands op zijn naam. Het debuut van Verjans in het nationale team vond plaats op 1976 tegen Denemarken. Tijdens het B-WK in Nederland in 1983 werd hij uitgeroepen tot beste speler van het toernooi. Tijdens een oefenduel in januari 1984 brak Verjans zijn kuitbeen. Deze blessure betekende dat Verjans gedwongen moest stoppen met zijn spelerscarrière. In september 1985 werd er speciaal voor Verjans een afscheidswedstrijd georganiseerd vanwege het einde van zijn spelerscarrière. De wedstrijd werd gespeeld tussen het Blauw-Wit en het Nederlands team van 1983 onder begeleiding van scheidskoppel Nusser/Struik.
In januari 1982 werd Verjans uitgeroepen tot sportman van het jaar 1981 in Beek.
Op 28 december 2000 werd Peter Verjans tijdens de Limburgse Handbal Dagen door burgemeester Armand Cremers benoemd tot lid in de Orde van Oranje-Nassau.
Als trainer was hij trainer/coach bij Blauw-Wit van 1990 tot 1993. In het seizoen 1999-00 trainde hij het heren jeugdteam 13- t/m 15-jarigen van BFC in poging om het (jeugd-)landskampioenschap te halen. Bij dit team speelde onder andere Thijs van Leeuwen, Joeri Verjans en zijn zoon, Nicky Verjans. Voor aanvang van het seizoen 2000-01 overleed Verjans plotseling op 48-jarige leeftijd aan een hartstilstand. Het jeugdteam wist ondanks het verlies van hun trainer (jeugd-)landskampioen te worden in het seizoen 2000-01.
Vanwege het enorme inzet van Verjans voor de jeugd van BFC, besloot men een jaarlijks (inter)nationaal jeugdtoernooi te vernoemen naar hem, genaamd het Peter Verjans toernooi. Dit toernooi is voor zowel dames- als herenteams die in de leeftijdsklasse B (15- en 16-jarige) spelen. Ongeveer een jaar na het overlijden van Verjans werd de eerste editie gespeeld.

## Privé
Twee zonen van Verjans speelden op hoog niveau handbal, namelijk Nicky Verjans en Robin Verjans.
Jacques Beaumont ·
Raymond Cremers ·
Marcel Eurlings ·
Eddy Janssen ·
Jo Jessen ·
Remco Jongen ·
Jacques Josten ·
Jos op den Kamp ·
André Lucas ·
Hus Noya ·
Harold Nüsser ·
Sjoerd Revenich ·
Paul Verjans ·
Maurice Steijvers ·
Raymond Steijvers ·
Rob Verbeek ·
Coach: Peter Verjans
Jacques Beaumont ·
Paul Coenen ·
Raymond Cremers ·
Marcel Eurlings ·
Eddy Janssen ·
Jo Jessen ·
Remco Jongen ·
Jacques Josten ·
Jos op den Kamp ·
André Lucas ·
Sjoerd Revenich ·
Paul Verjans ·
Richard Soree ·
Maurice Steijvers ·
Rob Verbeek ·
Coach: Peter Verjans
1. Willy Wulterkens ·
2. Peter Verjans ·
3. Frank van Hout ·
4. Cor Vincent ·
5. Paul Smeets ·
6. Reinhard Titel ·
7. Paul Coenen ·
8. René Kivit ·
9. Jan Majoor ·
10. Arthur Huntjens ·
11. Ronald Habraken ·
12. Jacques Josten ·
13. Rob Verbeek ·
14. Raymond Steijvers ·
15. Roel Teney ·
17. Maurice Steijvers ·
Coach: Guus Cantelberg
1. Willy Wulterkens ·
2. Peter Verjans ·
3. Frank van Hout ·
4. Cor Vincent ·
5. Paul Smeets ·
6. Reinhard Titel ·
7. Paul Coenen ·
8. René Kivit ·
9. Jan Majoor ·
10. Rob Verbeek ·
11. Rob van Hoof ·
12. Jacques Josten ·
13. Paul Schreuder ·
14. Jacques Beaumont ·
15. Silvio van Gool ·
Coach: Hans Brouwers
Huub Amkreutz ·
Jacques Beaumont ·
Paul Brouns ·
Rob van Hoof ·
Leo Kivit ·
René Kivit ·
Jan Majoor ·
Ron Roberts ·
Paul Schreuder ·
Henk Smeets ·
Paul Smeets ·
Rob Verbeek ·
Peter Verjans ·
Cor Vincent ·
Reinhard Titel ·
Willy Wulterkens ·
Coach: Piet Kivit